# Andrzej Panufnik
Sir Andrzej Panufnik, né le 24 septembre 1914 à Varsovie (Pologne) et mort le 27 octobre 1991 à Twickenham (Londres, Royaume-Uni), est un compositeur et chef d'orchestre polonais.

## Biographie
Ayant échoué à l'entrée au Conservatoire de Varsovie dans la classe de piano, Panufnik y est admis en classe de percussion qu'il abandonne rapidement pour la composition et la direction d'orchestre. Son diplôme en poche en 1936, il va étudier à Vienne avec Felix Weingartner en 1937 après avoir été exempté de service militaire. Il revient rapidement en Pologne peu après l'Anschluss. Il vit quelques mois à Paris et Londres où il retrouve Felix Weingartner et où il compose sa Première Symphonie.  Malgré la situation, il retourne en Pologne.
Pendant l'occupation allemande, il forme un duo avec Witold Lutosławski et compose des chants de résistance. Il compose à cette époque son Ouverture Tragique et sa Seconde Symphonie. Son frère Mirosław Panufnik (d), membre de l'Armia Krajowa, est tué pendant l'insurrection de Varsovie.
Après la guerre, il s'installe à Cracovie où il compose des musiques de film pour l'Armée, puis devient le chef principal de l'Orchestre philharmonique de cette ville. Pendant cette période, il ré-écrit ses compositions précédentes perdues pendant la guerre. Il est par la suite, en 1946-1947, nommé directeur musical de l'Orchestre philharmonique de Varsovie et chef invité de l'Orchestre philharmonique de Berlin.
Dans les années suivantes, englué dans le réalisme soviétique et les commandes officielles comme beaucoup d'autres compositeurs, tels Dmitri Chostakovitch et Aram Khatchatourian, il décide d'émigrer en Grande-Bretagne en 1954, à la fois pour des raisons politiques et personnelles ; les circonstances de son passage à l'Ouest sont rocambolesques. Il est alors considéré comme un traître par les autorités communistes polonaises. Quelques-unes de ses œuvres sont alors données aux États-Unis sous la baguette de Leopold Stokowski.
Il est chef de l'Orchestre symphonique de Birmingham de 1957 à 1959, ce qui réduit considérablement son activité de composition. Après 1963, il a une activité de composition de plus en plus importante jusqu'à sa mort en 1991.
Il est fait chevalier le 21 décembre 1990.
Il est le père de la compositrice classique Roxanna Panufnik, née le 24 avril 1968 et du musicien électro et DJ Jeremy Panufnik (d), né en juin 1969, issus de son mariage en 1993 avec la photographe et écrivaine anglaise Camilla Jessel-Panufnik (d).

## Œuvres
Les manuscrits et une partie des premières compositions perdus à la suite du soulèvement de Varsovie en 1944 ont été en partie reconstitués 1945.

### Œuvres orchestrales
- Symphonies
  - Symphonie nº 1 (1939, perdue en 1944, reconstituée en 1945, ensuite retirée et détruite par le compositeur)
  - Symphonie nº 2 (1941, perdue en 1944)
  - Symphonie nº 1 Sinfonia Rustica (1948, révisée en 1955)
  - Symphonie nº 2 Sinfonia Elegiaca (1957, révisée en 1966, incorpore une partie de la Symphonie de la Paix révisée)
  - Symphonie nº 3 Sinfonia Sacra (1963)
  - Symphonie nº 4 Sinfonia Concertante, pour flûte, harpe et petit orchestre à cordes (1973)
  - Symphonie nº 5 Sinfonia di Sfere (1974–75)
  - Symphonie nº 6 Sinfonia Mistica (1977)
  - Symphonie nº 7 Metasinfonia, pour orgue solo, timbales et orchestre à cordes (1978)
  - Symphonie nº 8 Sinfonia Votiva (1981, révisée en 1984)
  - Symphonie nº 9, Sinfonia di Speranza (1986, révisée en 1990)
  - Symphonie nº 10 (1988, révisée en 1990)
- Variations symphoniques (1935–36, perdue en 1944)
- Allegro symphonique (1936, perdue en 1944)
- Petite ouverture (c. 1937, perdue en 1944)
- Ouverture tragique (1942, perdue en 1944, reconstituée en 1945, révisée en 1955)
- Divertimento pour cordes (adaptée de trios de Feliks Janiewicz, 1947, révisée en 1955)
- Berceuse (pour vingt-neuf instruments à cordes et deux harpes, 1947, révisée en 1955)
- Nocturne (1947, révisée en 1955)
- Vieille suite polonaise, basée sur des œuvres polonaises du XVIe et XVIIe siècles (1950, révisée en 1955)
- Ouverture héroïque (1952, révisée en 1969)
- Rhapsody (1956)
- Polonia (1959, suite orchestrale)
- Musique d'automne, pour orchestre de chambre sans violon : trois flûtes, trois clarinettes, percussion, célesta, piano, harpe, altos, violoncelles, et contrebasses (1962, révisée en 1965)
- Paysage, interlude pour orchestre à cordes (1962, révisée en 1965)
- Triptyque jagellonien, pour orchestre à cordes (basé sur les mêmes compositions polonaises que la Vieille suite pononaise, 1966)
- Épitaphe pour Katyń (1967. révisé en 1969)
- Concerto Festivo, pour orchestre sans chef (1979)
- Concertino, pour timbales, percussion et orchestre à cordes (1979–80)
- Paean, pour ensemble de cuivres (1980)
- Arbor Cosmica, pour douze cordes solistes ou orchestre à cordes (1983)
- Harmonie, pour orchestre de chambre (1989)

### Musique concertante
- Concerto in modo antico, pour trompette solo, deux harpes, clavecin et orchestre à cordes [originellement intitulé Koncert Gotycki, "Concerto Gothique"] (basé sur d'anciennes compositions polonaises, 1951, révisé en 1955)
- Concerto pour piano (1962, révisé en 1970, re-composé en 1972, premier mouvement Intrada ajouté en 1982)
- Hommage à Chopin, pour flûte et petit orchestre à cordes (1966, arrangement d'une œuvre vocale de 1949)
- Concerto pour violon (1971)
- Concerto pour basson (1985)
- Concerto pour violoncelle (1991)

### Musique vocale
- Psaume, pour solistes, chœur et orchestre (1936, pièce d'examen de Panufnik, œuvre perdue en 1944)
- Cinq chants populaires polonais, pour sopranos ou chœur de sopranos, deux flûtes, deux clarinettes et clarinette basse (1940, perdue en 1944, reconstituée en 1945, texte polonais anonyme)
- Quatre chants de la Résistance clandestine, pour voix ou voix à l'unisson et piano (1943–44, texte polonais de Stanisław Ryszard Dobrowolski)
- Hommage à Chopin, vocalises pour soprano et piano, originellement intitulée Suita Polska (1949, révisée en 1955)
- Symphony pour la Paix, pour chœur et orchestre (1951, ensuite retirée et non incluse dans le canon symphonique du compositeur, texte polonais de Jarosław Iwaszkiewicz)
- Chants à la Vierge Marie, pour chœur non accompagné ou six voix solistes (1964, révisée en 1969, texte latin anonyme)
- Prière universelle, pour soprano, alto, ténor et basse, chœur, trois harpes et orgue (1968–69, texte anglais de Alexander Pope)
- Invocation à la paix, pour voix aiguës, deux trompettes et deux trombones (1972)
- Solstice d'hiver, pour soprano et baryton solistes, chœur, trois trompettes, trois trombones, timbales et glockenspiel (1972, texte anglais de Camilla Jessel)
- Chant d'amour, pour mezzo soprano et harpe ou piano (1976, partie optionnelle d'orchestre à cordes ajoutée en 1991, texte anglais de Sir Philip Sidney)
- Paysages de rêve, pour mezzo soprano et piano (1977, sans paroles)
- Prière à la Vierge de Skempe, pour voix solo ou chœur à l'unisson, orgue et ensemble instrumental (1990, texte polonais de Jerzy Peterkiewicz)

### Ballets
Deux partitions pour ballet ont été adaptées par le compositeur lui-même à partir de certaines de ses œuvres.
- Caïn and Abel (1968, en utilisant la Sinfonia Sacra et l'Ouverture tragique et en ajoutant de nouvelles idées)
- Miss Julie (1970, en utilisant le Nocturne, Rhapsodie, Musique d'Automne de Polonia et en ajoutant de nouvelles idées)

### Musique de chambre
- Suite classique, pour quatuor à cordes (1933, perdue en 1944)
- Trio avec piano (1934, perdue en 1944, reconstituée en 1945, révisée en 1977)
- Quintetto Accademico, pour flûte, hautbois, clarinette, cor et basson (1953, révisée en 1956, perdue, redécouverte en 1994)
- Triangles, pour trois flûtes et trois violoncelles (1972)
- Quatuor à cordes nº 1 (1976)
- Quatuor à cordes nº 2 Messages (1980)
- Chant pour la Vierge Marie, pour sextuor à cordes (1987 arrangement d'une œuvre vocale de 1964)
- Sextuor à cordes Train of Thoughts (1987)
- Quatuor à cordes nº 3 Wycinanki ("Découpages") (1990)

### Musique instrumentale
- Variations, pour piano (1933, perdue en 1944)
- Twelve Miniature Studies, pour piano, originellement intitulée Cercle des Quintes (1947, Livre I révisé en 1955, Livre II révisé en 1964)
- Réflexions, pour piano (1968)
- Pentasonata, pour piano (1984)

### Pièces pour jeunes musiciens
- Two Lyric Pieces [1: bois et cuivres, 2: cordes] (1963)
- Thames Pageant, cantate pour jeunes musiciens et chanteurs (1969, texte anglais de Camilla Jessel)
- A Procession for Peace (1982-3)

### Chansons
- Warszawskie dzieci (Enfants de Varsovie, 1944, l'un des chants emblématiques de l'insurrection de Varsovie)